# جاکی مک‌شی
جاکی مک‌شی (انگلیسی: Jacqui McShee؛ زادهٔ ۲۵ دسامبر ۱۹۴۳) خواننده زن اهل بریتانیا است که بیشتر به‌خاطر فعالیت در گروه فولک-جاز پنتنگل شناخته می‌شود.